# Konciliet i Pisa
Konciliet i Pisa hölls i Pisa 1409 och hade till sitt huvudsakliga syfte att få ett slut på den stora schismen. De båda påvarna i Avignon och Rom avsattes och i stället tillsatte konciliet påven Alexander V, som allmänt kom att betraktas som motpåve. Pisakonciliet är inte erkänt som ett ekumeniskt koncilium.

## Bakgrund
Kyrkomötet skulle inte bara ha till uppgift att återställa den kyrkliga enheten, det skulle även genomföra en genomgripande reform av kyrkan. Av avgörande betydelse för frågan blev Frankrikes hållning, representerad av det burgundiska partiet, som fått ett avgörande inflytande vid kung Karl VI:s hov liksom i landet i övrigt. Detta parti yrkade bestämt på återupprättandet av den kyrkliga enheten i Västerlandet och krävde att Avignon-påven Benedikt XIII antingen skulle foga sig efter regeringens önskemål eller lämna landet. Samtidigt uppsade de romerska kardinalerna påven Gregorius XII sin tro och lydnad, då han inte infriat det löfte han gav när han uppsteg på tronen att efter en tid avsäga sig sin påvetitel i den kyrkliga enhetens intresse.

## Resultatet av kyrkomötet
Konciliet i Pisa sammanträdde från den 25 mars till den 7 augusti 1409 och besöktes av talrika representanter för båda påvedömena och furstliga sändebud.
Men resultatet av konciliet var att situationen komplicerades ytterligare. Representanterna undansköt frågan om de kyrkliga reformerna till ett nytt koncilium, som skulle sammanträda tre år senare, och nöjde sig med att avsätta de båda påvarna. Därefter valde kardinalerna den 26 juni ärkebiskopen av Milano, Peter Philargi från Kandia, en högättad grek, till påve under namnet Alexander V. Visserligen ställde sig England och Frankrike på Alexanders sida och likaså större delen av de tyska furstarna; men Italien slöt sig övervägande till Gregorius XII i Rom, de iberiska rikena och Skottland till den i Perpignan residerande Benedikt XIII, och ingen förmådde medla mellan dessa stridiga makter. Kristenheten hade alltså nu fått tre påvar i stället för två.